# Енігенбург
Енігенбург (нід. Eenigenburg, нід. вимова: [ˈeːnəɣə(m)ˌbʏr(ə)x]) — село в нідерландській провінції Північна Голландія. Входить до муніципалітету Схаген.
Його площа — 3,19 км², а населення станом на 2021 рік становило 175 осіб.
Перша згадка про населений пункт датується 1289 роком.

## Галерея

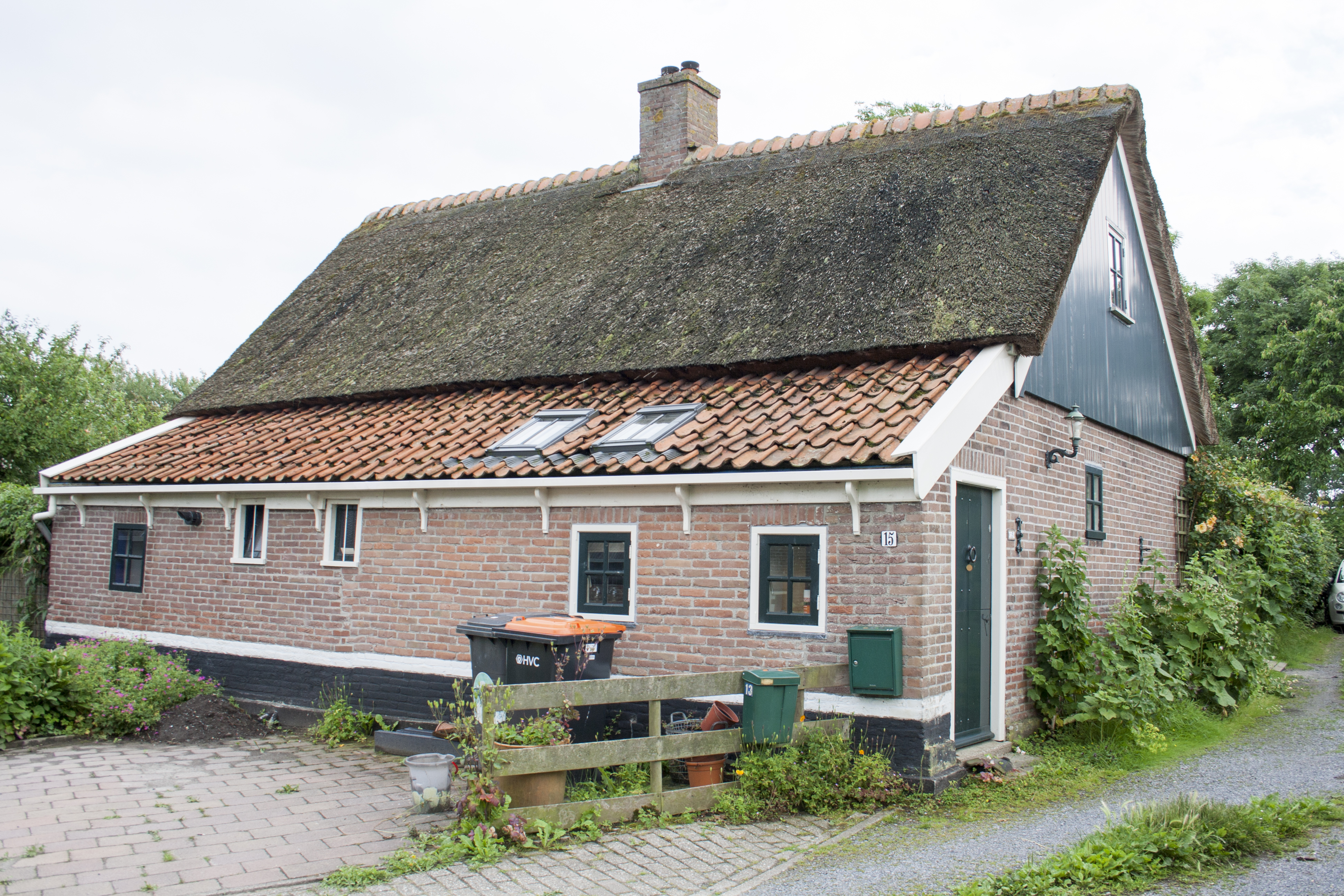
Ферма в Енігенбурзі
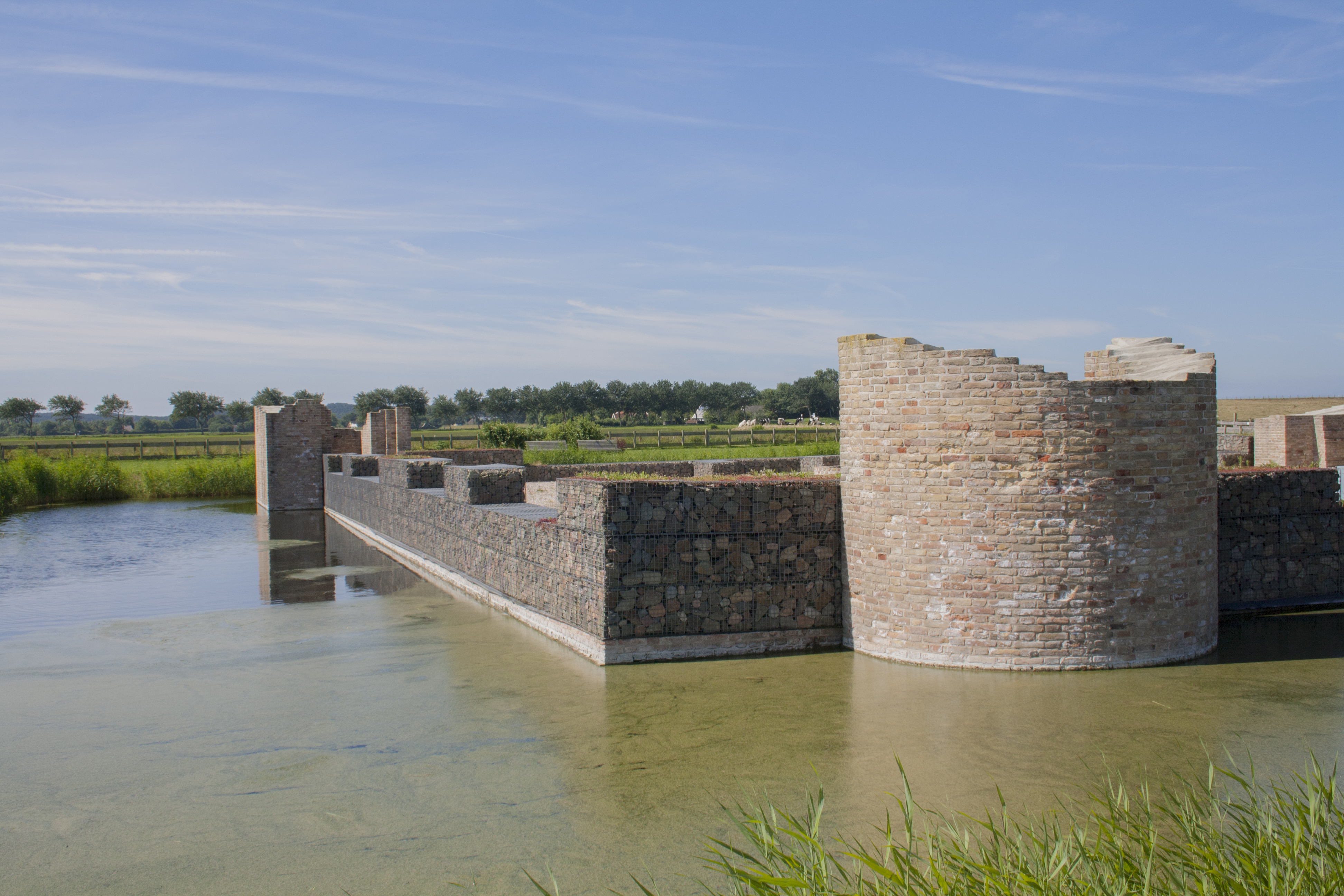
Руїни замку
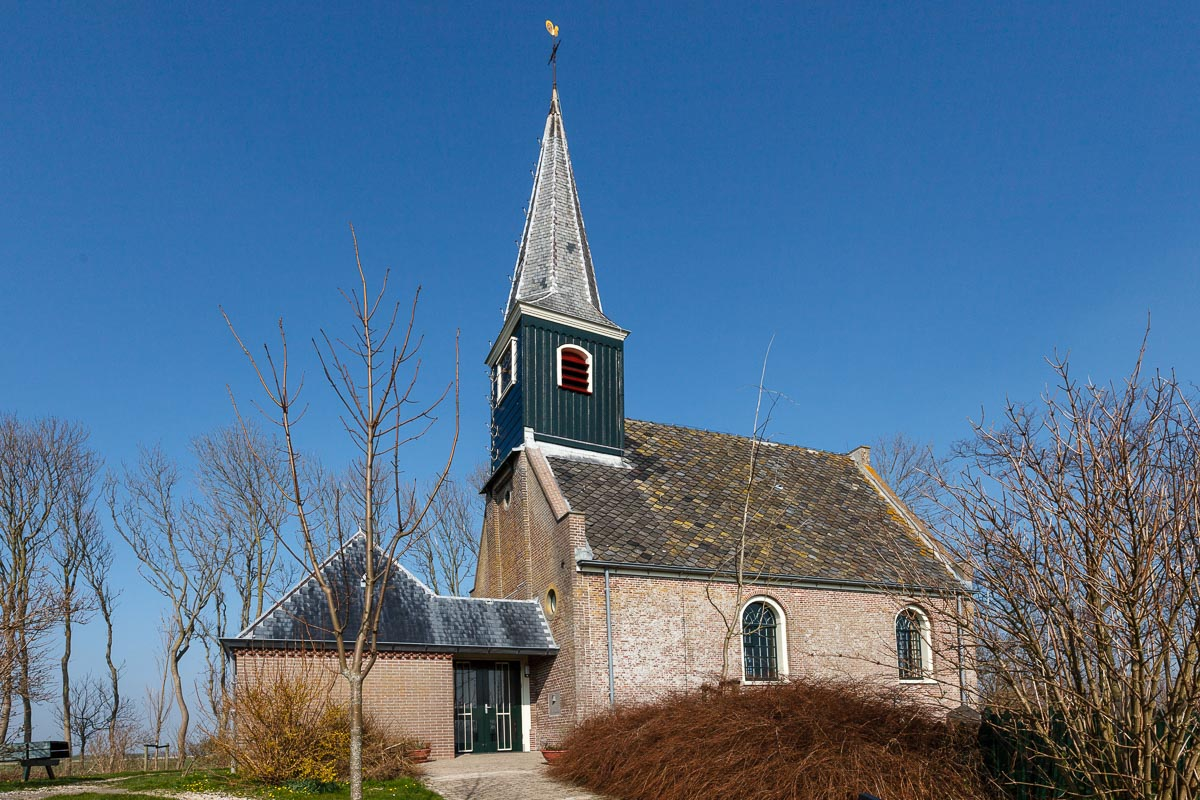
Реформістська церква
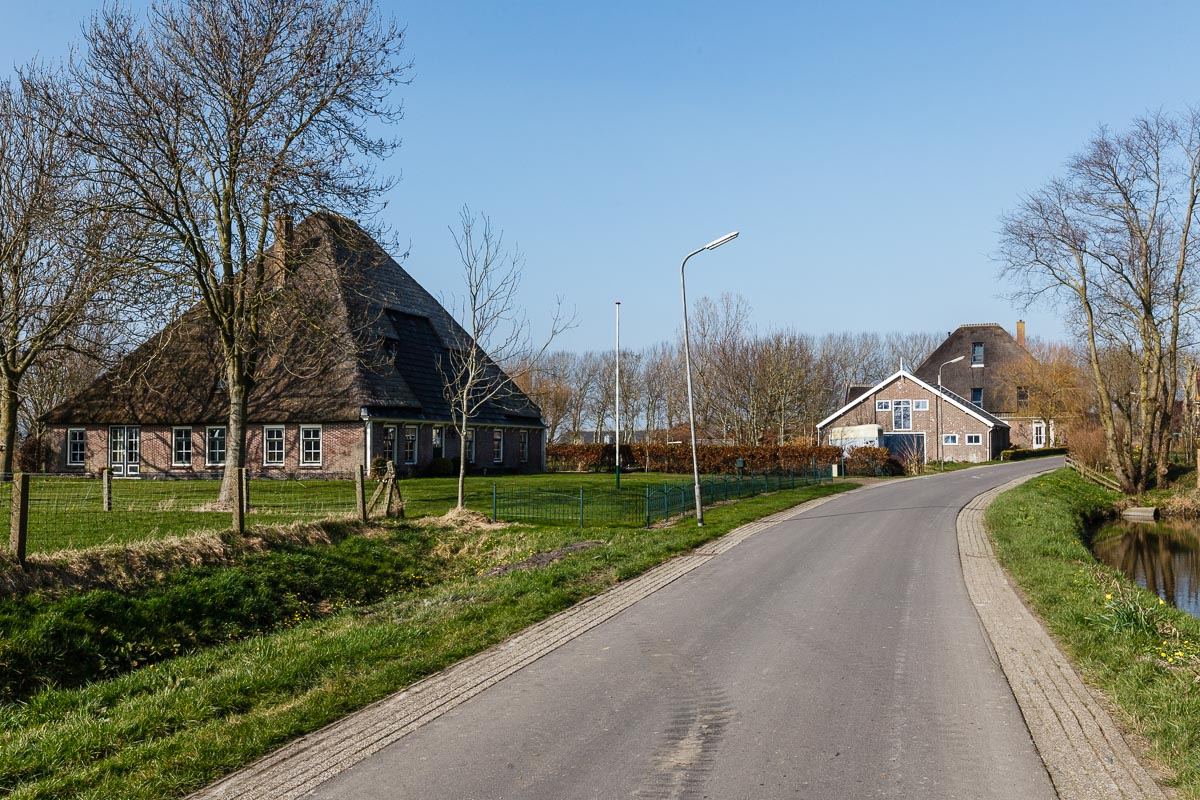
Сільська вулиця